# Murray Head
Murray Seafield Saint-George Head (Londres; 5 de marzo de 1946) es un actor y cantante británico, con voz de contratenor, famoso por sus canciones «Say It Ain't So, Joe», «Never even thought»«One Night in Bangkok» o «Los Angeles». También interpretó el personaje de Judas Iscariote, en la ópera rock Jesus Christ Superstar. Ha participado en varios proyectos desde 1960 y en la actualidad continúa en activo, grabando música y haciendo apariciones en la televisión.

## Biografía
Murray Head se educó en el Lycée Français Charles de Gaulle en South Kensington, Londres, y en Hampton School en Hampton, Londres. Asistió a la Chiswick Polytechnic (una universidad de alto nivel) a principios de los años sesenta.
Ha actuado en películas, musicales, programas de televisión y obras de radioteatro. Protagonizó la película Sunday Bloody Sunday (Domingo, maldito domingo, John Schlesinger, 1971) que obtuvo el Premio BAFTA de 1971, el Globo de Oro a la mejor película extranjera de 1972 y cuatro nominaciones a los Premios Óscar de 1971.
Como cantante -con un timbre muy personal de contratenor y una técnica excelente- ha realizado dieciocho álbumes. Su canción de más éxito ha sido «One Night in Bangkok», interpretada en 1984 para el musical Chess, la cual alcanzó la posición #1 en Alemania, Suiza y Australia y la posición #3 en Estados Unidos y Canadá. También ha interpretado canciones en francés, idioma que habla con perfecta fluidez, siendo muy conocido en Francia y Canadá.

## Vida personal
Su hermano menor es el actor Anthony Head.
Murray Head se casó con Susan Ellis Jones en 1972; se divorciaron en 1992. Tiene dos hijas: Katherine y Sophie. Sophie a veces canta con su padre, por ejemplo, en canciones como "Seras-tu là?" en el álbum "Tête à tête" y "Make It Easy" del álbum Emotions.

## Discografía
- 1972 — Nigel Lived
- 1975 — Say It Ain’t So
- 1979 — Between Us
- 1981 — Voices
- 1981 — Find the Crowd
- 1983 — Shade
- 1984 — Restless
- 1987 — Sooner or Later
- 1990 — Watching Ourselves Go By
- 1992 — Wave
- 1993 — Innocence
- 1995 — When You’re in Love
- 1995 — Pipe Dreams
- 2002 — Passion
- 2005 — Emotions, My Favourite Songs
- 2007 — Tête à Tête
- 2008 — Rien n’est écrit
- 2012 — My Back Pages

### Discos en directo
- 1981 – Find the Crowd
- 2009 - Live Collection Vol 1
- 2010 - Live Collection Vol 2

### Recopilaciones
- 1990 – Watching Ourselves Go By
- 1995 – When You're in Love
- 1995 : Greatest Hits
- 2006 – Emotions, My Favourite Songs
- 2016 : Scrapbook - Boxset 3 CD + 1 DVD With Live Tracks.

### Bandas sonoras
- 1980 : Cocktail Molotov - Song Dearest Anne.
- 1982 : Pour cent briques t'as plus rien - Song No Mystery.
- 1985 : The Flying Devils Original Soundtrack : Music by Kasper Winding & Murray Head.
- 1988 : A Gauche En Sortant De L'Ascenseur - Music by Murray Head.
- 1989 : Un été d'orages - Music by Murray Head.
- 1992 : Patrick Dewaere - Documental de Marc Esposito, acerca del actor francés Patrick Dewaere, con música de Murray Head y Patrick Dewaere.

### Sencillos
| Año                                     | Sencillo                            | Peak chart positions | Peak chart positions | Peak chart positions | Peak chart positions | Peak chart positions | Peak chart positions | Peak chart positions | Peak chart positions | Peak chart positions | Peak chart positions | Peak chart positions | Peak chart positions | Álbum                         |
| Año                                     | Sencillo                            | UK                   | AUS                  | AUT                  | CAN                  | FRA                  | GER                  | NLD                  | NZ                   | NOR                  | SWE                  | SWI                  | US                   | Álbum                         |
| --------------------------------------- | ----------------------------------- | -------------------- | -------------------- | -------------------- | -------------------- | -------------------- | -------------------- | -------------------- | -------------------- | -------------------- | -------------------- | -------------------- | -------------------- | ----------------------------- |
| 1967                                    | "She was Perfection"                | —                    | —                    | —                    | —                    | —                    | —                    | —                    | —                    | —                    | —                    | —                    | —                    | Singles only                  |
| 1969                                    | "Superstar"                         | 47                   | 5                    | —                    | 6                    | —                    | 9                    | 9                    | —                    | —                    | —                    | —                    | 14                   | Singles only                  |
| 1975                                    | "Say It Ain't So, Joe"              | —                    | —                    | —                    | —                    | —                    | —                    | —                    | —                    | —                    | —                    | —                    | —                    | Say It Ain't So               |
| 1976                                    | "Someone's Rocking My Dreamboat"    | —                    | —                    | —                    | —                    | —                    | —                    | —                    | —                    | —                    | —                    | —                    | —                    | Say It Ain't So               |
| 1977                                    | "Never Even Thought"                | —                    | —                    | —                    | —                    | —                    | —                    | —                    | —                    | —                    | —                    | —                    | —                    | Say It Ain't So               |
| 1978                                    | "Mademoiselle"                      | —                    | —                    | —                    | —                    | —                    | —                    | —                    | —                    | —                    | —                    | —                    | —                    | Between Us                    |
| 1979                                    | "Los Angeles"                       | —                    | —                    | —                    | —                    | —                    | —                    | —                    | —                    | —                    | —                    | —                    | —                    | Between Us                    |
| 1979                                    | "Sorry, I Love You"                 | —                    | —                    | —                    | —                    | —                    | —                    | —                    | —                    | —                    | —                    | —                    | —                    | Between Us                    |
| 1980                                    | "Cocktail Molotov"                  | —                    | —                    | —                    | —                    | —                    | —                    | —                    | —                    | —                    | —                    | —                    | —                    | Cocktail Molotov (soundtrack) |
| 1982                                    | "Corporation Corridors"             | —                    | —                    | —                    | —                    | —                    | —                    | —                    | —                    | —                    | —                    | —                    | —                    | Shade                         |
| 1982                                    | "Maman"                             | —                    | —                    | —                    | —                    | —                    | —                    | —                    | —                    | —                    | —                    | —                    | —                    | Shade                         |
| 1984                                    | "One Night in Bangkok"              | 12                   | 1                    | 1                    | 3                    | 2                    | 1                    | 1                    | 2                    | 3                    | 3                    | 1                    | 3                    | Chess                         |
| 1984                                    | "When You're in Love"               | —                    | —                    | —                    | —                    | —                    | —                    | —                    | —                    | —                    | —                    | —                    | —                    | Restless                      |
| 1985                                    | "Picking Up the Pieces"             | —                    | —                    | —                    | —                    | —                    | —                    | —                    | —                    | —                    | —                    | —                    | —                    | Sooner or Later               |
| 1986                                    | "Some People"                       | —                    | —                    | —                    | —                    | —                    | —                    | —                    | —                    | —                    | —                    | —                    | —                    | Sooner or Later               |
| 2013                                    | "Say It Ain't So, Joe" (re-release) | —                    | —                    | —                    | —                    | 18                   | —                    | —                    | —                    | —                    | —                    | —                    | —                    |                               |
| "—" denotes releases that did not chart |                                     |                      |                      |                      |                      |                      |                      |                      |                      |                      |                      |                      |                      |                               |

### Apariciones destacadas
- 1970 : Jesus Christ Superstar - Murray interpreta el papel de Judas Iscariote (Ian Gillan interpretó a Cristo, Yvonne Elliman a María Magdalena y Barry Dennen a Pilatos).
- 1986 : Time (The Album) de Dave Clark. Murray canta en We're the U.F.O..
- 1986 : Chess de Benny Andersson y Björn Ulvaeus, con libreto de Tim Rice. Murray canta One night in Bangkok, Merano y Pity The Child.
- 2017 : Doctors (2000 TV series) Serie 19; episodio 87 (Walk a Mile) y 88 (Coming like a Ghost Town) en los que Murray interpreta el papel de Ralphy Aspden

## Filmografía selecta
- 1966: The Family Way - Geoffrey Fitton
- 1967: Two Weeks in September (À cœur joie) - Dickinson's assistant
- 1971: Aphrousa - Nicholas
- 1971: Sunday, Bloody Sunday - Bob Elkin
- 1972: fr - Tony
- 1973: Gawain and the Green Knight - Sir Gawain
- 1975: El poder del deseo - Javier
- 1977: The French Woman (Madame Claude) - David Evans
- 1987: White Mischief (Sur la route de Nairobi) - Lizzie
- 1996: Beaumarchais - Lord Rochford
- 1999: The Big Snake of the World (Le Grand Serpent du monde) - Tom
- 2003: I, Cesar (Moi César, 10 ans 1/2, 1m39) - Mr. Fitzpatrick
- 2014: Horsehead - Jim